# Floresta Esporte Clube
Il Floresta Esporte Clube, meglio noto come Floresta, è una società calcistica brasiliana con sede nella città di Fortaleza.

## Palmarès

### Competizioni statali
- Copa Fares Lopes: 1

2017
- Copa dos Campeões Cearenses: 1

2018

### Altri piazzamenti
- Campeonato Brasileiro Série D:

Secondo posto: 2020